# Moira (Nowy Jork)
Moira – miasto w Stanach Zjednoczonych, w stanie Nowy Jork, w hrabstwie Franklin.